# Pehr Bernhard Berndes
Pehr Bernhard Berndes, född 1750 i Alunda socken, död 1826, var en svensk militär och kemist, av en från Tyskland härstammande borgerlig släkt som omkring 1715 inkom till Sverige; bror till Anton Ulrik Berndes.
Berndes blev 1790 kapten vid svenska arméns flotta och 1812 ledamot av Vetenskapsakademien i Stockholm. Han uppfann åtskilliga militära förstörelseverktyg, såsom "sprängkistor" samt eld- och brandkulor, vilka ansågs praktiskt användbara. Han uppfann även en metod för tillverkning av soda och glaubersalt, och han fick 1800 privilegium på att anlägga en fabrik för dylik tillverkning, ett privilegium, som han till följd av medellöshet inte kunde begagna.